# Soroceni, Iemilciîne
Soroceni (în ucraineană Сорочень) este un sat în comuna Budo-Bobrîțea din raionul Iemilciîne, regiunea Jîtomîr, Ucraina.

## Demografie
Componența lingvistică a localității Sorocen
     Ucraineană (98,09%)
     Rusă (1,91%)
Conform recensământului din 2001, majoritatea populației localității Sorocen era vorbitoare de ucraineană (98,09%), existând în minoritate și vorbitori de rusă (1,91%).